# بغاطر
بغاطر -أو ضغاطر- وتعني حرفياً «المستبد» (أي: الحاكم المستبد بالحكم)، وهو لقب إغريقي يُطلق على الشخص الذي يمارس سُلطة مطلقة غير مقيدة بأناس بمقام أعلى. وقد استُخدم في السياق التاريخي للقائد الأعلى للقوات المُسلّحة، ولأباطرة الروم والبيزنطيين كترجمة للقب اللاتيني ’إمبيراتور‘.